# پاسی

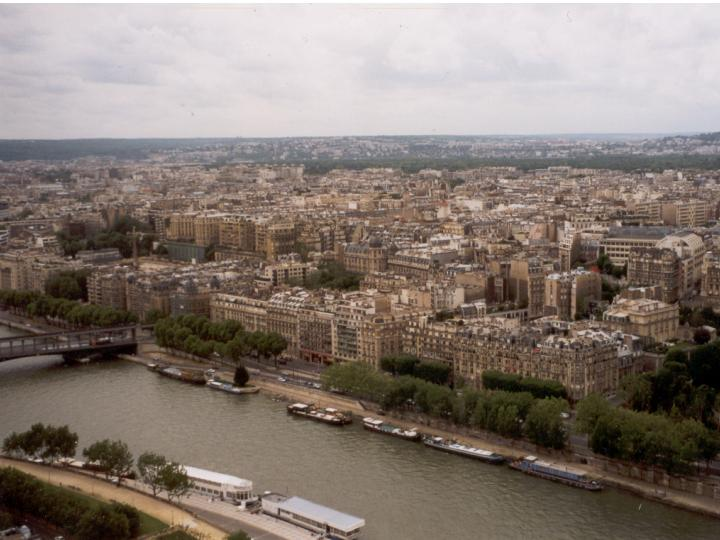
پاسی

پاسی (به فرانسوی: Passy) منطقه‌ای در منطقهٔ شانزدهم شهر پاریس، فرانسه است که در سمتِ راستِ (la Rive Droite) رود سِن واقع شده‌است.

## تاریخ
بنجامین فرانکلین از طرف کنگره ایالات متحده آمریکا به عنوان نماینده‌ی سیزده ایالات متحده آمریکا به فرانسه رفت و در شهر پاسی واقع در حومه پاریس اقامت کرد. پاسی از سال ۱۸۶۰ بخشی از شهر پاریس بوده‌است. گورستان پاسی و خانهٔ بالزاک در این منطقه قرار دارند.